# NGC 5358
NGC 5358 este o galaxie lenticulară situată în constelația Câinii de Vânătoare. A fost descoperită în 23 iunie 1880 de către Édouard Stephan⁠(d). Se află la o distanță de 34,5 de megaparseci de Pământ.